# Station Tanggung
Tanggung is een spoorwegstation in de Indonesische provincie Midden-Java.